# Hablemos
Hablemos es el segundo y último álbum de estudio de la agrupación de música regional mexicana Ariel Camacho y Los Plebes del Rancho, lanzado como descarga digital y streaming el 6 de noviembre de 2015 para iTunes y casi al mismo tiempo en CD, bajo el sello discográfico de DEL Records, 9 meses después del Fallecimiento de Camacho.

## Sencillos
El álbum se contiene 12 canciones, entre estas las más destacadas son "Hablemos" "Yo Quisiera Entrar" "A Cada Rato" "Entre Pláticas y Dudas" y "La Vida Ruina".

## Lista de canciones
| N.º   | Título                     | Escritor(es)                   | Duración |  |
| 1.    | «Hablemos»                 | Felipe de Jesus Martinez Cerda | 3:08     |  |
| 2.    | «El Árbol del Mayo»        | Mario Delgado                  | 4:10     |  |
| 3.    | «Amarga Derrota»           | Paulino Vargas                 | 3:32     |  |
| 4.    | «El KB»                    | Benito Camacho                 | 3:37     |  |
| 5.    | «Y Porque te Portaste Mal» | Jesus Alberto Ordóñez Lopez    | 3:18     |  |
| 6.    | «Yo Quisiera Entrar»       | Espinoza Paz                   | 4:42     |  |
| 7.    | «A Cada Rato»              | Fernando Maldonado Rivera      | 3:12     |  |
| 8.    | «Cada Quien»               | Jésus Ariel Barreras Soto      | 4:07     |  |
| 9.    | «Vida Truncada»            | Tomas Ortiz de Valle           | 4:01     |  |
| 10.   | «Entre Pláticas y Dudas»   | Benito Camacho                 | 4:16     |  |
| 11.   | «La Sorpresa»              | Benito Camacho                 | 3:30     |  |
| 12.   | «La Vida Ruina»            | Fidel Castro                   | 3:33     |  |
| 45:12 |                            |                                |          |  |

- Datos: Q55433824